# Гусев, Павел Иванович

Памятник Добролюбову

Па́вел Ива́нович Гу́сев (14 июля 1917, с. Борнуково Нижегородской губернии — 4 июля 2010 года, Нижний Новгород) — народный художник РСФСР (1979), скульптор, заслуженный деятель искусств РСФСР (1965), член Союза художников СССР. Кавалер Ордена Ленина. Почётный гражданин Нижнего Новгорода (1982).

## Биография
Гусев Павел Иванович родился 14 июля 1917 года в семье потомственного кузнеца в селе Борнукове Княгинского уезда Нижегородской губернии (ныне Бутурлинского района Нижегородской области).
После окончания школы поступил в камнерезную мастерскую, где проработал в качестве ученика два года. Мастер малахитовых дел Шальнов, приехавший с Урала, обратил внимание на способности мальчика и старался развить их. Мастерство Павла постепенно росло. В 30-е годы мастерской заинтересовались в Москве, откуда прислали в Борнуково специалистов, художников. Вместе с уральскими мастерами они создавали эскизы изделий, по которым работали камнерезы.
В 1932 году Павел учился в Ягубовской семилетней школе, а в 1933—1935 годах в Наумовской средней школе. После окончания Наумовской средней школы (практически без отрыва от обучения на фабрике) Павел поступил учится в Московское художественно-промышленное училище имени М. И. Калинина, где учился скульптуре и рисунку у скульптора Б. Н. Ланге и костореза С. П. Евангулова.
Училище было успешно окончено в 1940 году. Павел Иванович вернулся в родное село, в камнерезную артель «Борнуковская пещера». Здесь, в артели, вместе с художником П. Ф. Рубцовым он руководил кружком лепки и рисунка.
В октябре 1940 года Павел Гусев был призван в ряды Красной Армии. Демобилизовался из армии в звании лейтенанта в 1946 году. По прибытии из армии до августа 1947 года работал в Горьковском товариществе художников.
В этом же году Павел Иванович поступил в Ленинградский институт живописи, скульптуры и архитектуры имени Репина Академии художеств СССР, который закончил в 1953 году с отличием. В институте учителями Гусева были профессора Лишев В. В., Мухина В. И., Шадр И. Д.
Подобно Шадру, Гусев стремится раскрыть духовное богатство и красоту характера человека из народа, органически сочетать типичность образов с их конкретностью. Вслед за Мухиной Гусев делает героями своих произведений людей сдержанных, но с богатой внутренней жизнью.
Дипломная работа Гусева — статуя Валерия Чкалова. В 1954 году после экспонирования на Всесоюзной художественной выставке портрет Чкалова, созданный вслед за скульптурой, был приобретён Государственной третьяковской галереей.
В 1980 году на родине лётчика в г. Чкаловске установлен памятник по проекту Гусева.
По окончании института Гусев поселился в г. Горьком, работал скульптором в Союзе художников.
С 1953 года скульптор принимал участие в художественных выставках (областных, зональных, республиканских, всесоюзных). Его герои самые разные люди — рабочие, писатели, учёные, крестьяне. Талант портретиста Гусева раскрылся в полную мощь в 60-е годы. Художника привлекали в своих героях мужество, страстность натуры, уваренность в себе. Таковы портреты академика Разуваева, художника Варламова, председателя колхоза Емельянова.
Одна из лучших работ Павла Ивановича Гусева — скульптурный портрет пастуха В. И. Недугова из Борнукова.
Гусев не отдавал предпочтение какому-либо материалу. Дерево демонстрирует неразрывную связь с природой борнуковского пастуха Недугова, бронза оттеняет филигранность отделки портрета Ванеева, мрамор воплощает интеллектуальную мощь писателя Герцена.
Горельеф Кулибина в парке, носящем его имя; полуфигура Глинки перед консерваторией; бронзовый Добролюбов около Нижегородского драматического театра; динамичная группа матросов на Речном вокзале — это скульптурные работы Гусева.
Павел Иванович вёл большую общественную работу. За время пребывания в Союзе художников он неоднократно избирался членом его правления. С мая 1960 года по декабрь 1964 года был председателем Горьковского Союза художников. Несколько раз избирался секретарём партийного бюро Союза.
Скончался в Нижнем Новгороде 4 июля 2010 года. Похоронен на Бугровском кладбище Нижнего Новгорода.

Памятник В. П. Чкалову на ул. Землячки, Нижний Новгород, установлен в 1994 году

## Другие работы
- Памятник летчику-испытателю В.П. Чкалову в г. Чкаловск, Нижегородская обл.
- Скульптура В. И. Ленина (Бутурлино (Нижегородская область));
- Монумент героям Волжской военной флотилии (Нижний Новгород);
- головной портрет м. Горького;
- композиционная группа «У вечного огня»;
- портрет Ульяновой М. А.;
- скульптура художника Бордея;
- скульптура Героя Социалистического труда, стерженика с автозавода Кузнецова;
- поясная скульптура Венеры Милосской;
- бюст космонавта Стрекалова Г. М.;
- памятник князю Дмитрию Пожарскому в селе Пурех Нижегородской области;
- скульптура сталевара Анищенкова;
- скульптура писателя Патреева;
- скульптура живописца Варламова;
- портретное изображение лётчика-испытателя Нестерова;
- памятник Свердлову Я. М.;
- скульптура Паганини (дерево);
- памятник В. И. Ленину (г. Кстово, пл. Ленина)
- памятник воинам 322 стрелковой дивизии (г. Нижний Новгород, ул. Космонавта Комарова, д.6 Школа № 182,корпус 2);

## Награды
- Орден Ленина
- Орден «Знак Почёта»
- Медаль «За боевые заслуги»
- Медаль «За победу над Германией в Великой Отечественной войне 1941-1945 гг.»
- Медаль «За победу над Японией»
- Дипломы и грамоты Министерства культуры СССР, Союза художников РСФСР и СССР и Союза Министров РСФСР.

## Звания
- Народный художник РСФСР (1979)
- Заслуженный деятель искусств РСФСР (1965)
- Почётный гражданин Нижнего Новгорода (присвоено решением Горьковского городского Совета народных депутатов от 29 сентября 1982 года)